# Rolf Mützelburg
Rolf Mützelburg (ur. 23 czerwca 1913 w Kilonii, zm. 11 września 1942 na północnym Atlantyku) – dowódca U-Bootów podczas drugiej wojny światowej; otrzymał stopień Kapitänleutnant, co odpowiada polskiemu kapitanowi marynarki. Zaciągnął się do Reichsmarine w 1932 roku; dwa lata służył na stawiaczach min. Wstąpił do U-Bootwaffe w październiku 1939. Doświadczenia nabrał służąc pod komendą Joachima Schepkego na U-100. Dowodził okrętami:
- U-10, typu IIB; od 10 czerwca 1940 do 29 listopada 1940; brak patroli wojennych;
- U-203, typu VIIC; od 18 lutego 1941 do 11 września 1942; 7 patroli, w sumie 219 dni.

Zatopił 19 frachtowców o łącznym tonażu 81 987 BRT oraz uszkodził trzy frachtowce o łącznym tonażu 17 052 BRT. Otrzymał Krzyż Rycerski (listopad 1941), a także Dębowe Liście do Krzyża Rycerskiego (lipiec 1942). 
Mützelburg zginął w niecodziennym wypadku. Podczas nocnej kąpieli w morzu, skacząc do wody z kiosku U-Boota, uderzył nieszczęśliwie głową w podwodną część zbiornika balastowego i zmarł rano następnego dnia .